# Aerotrén

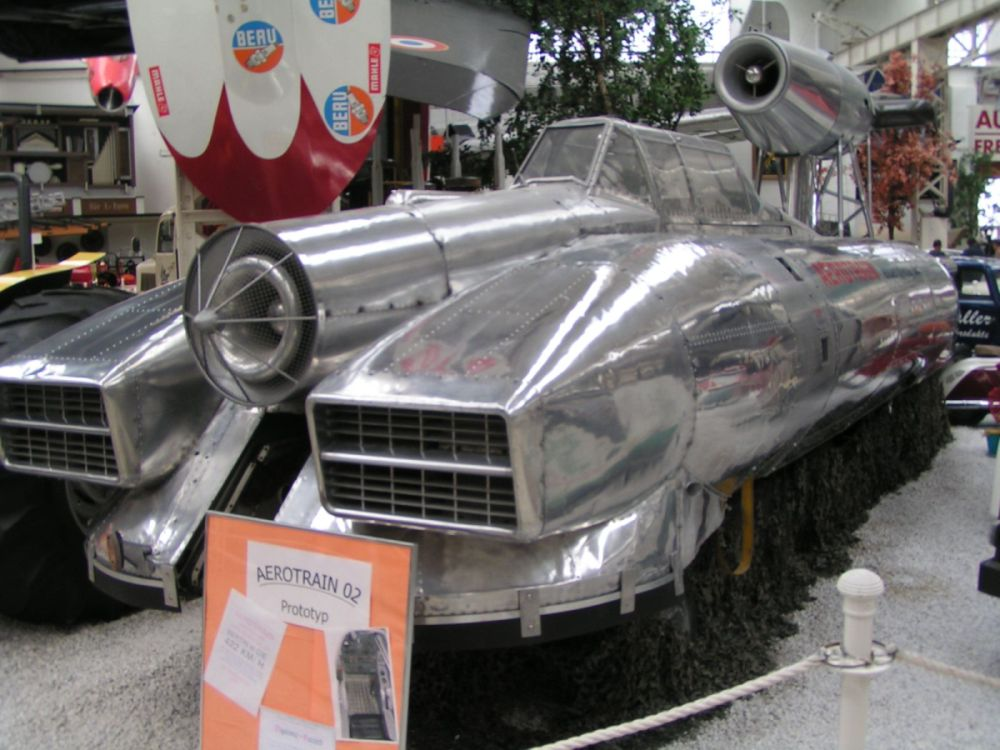
Aerotrén 02, expuesto en el Museo Tecnológico de Espira (Alemania) del 2001 al 2005.

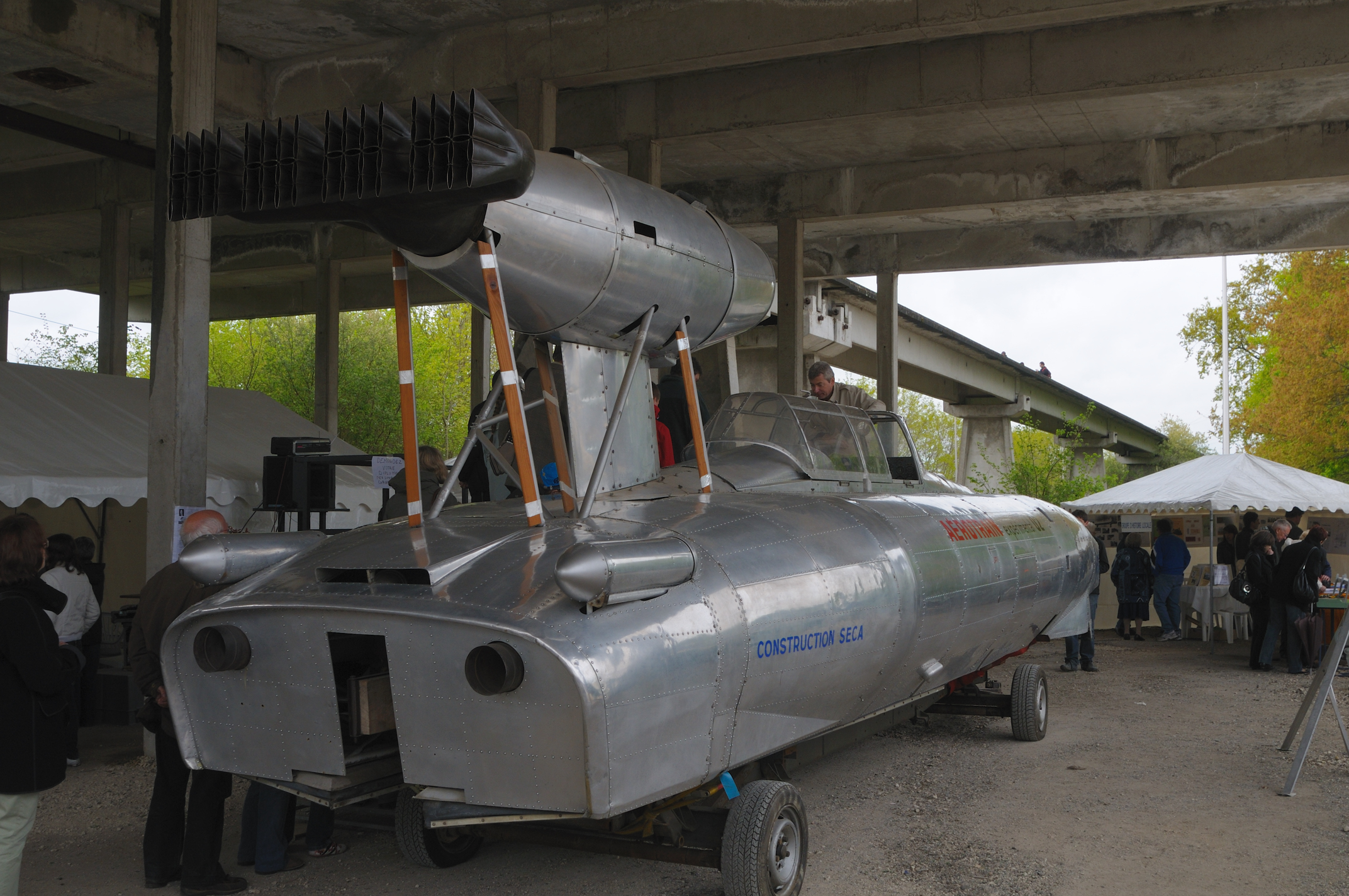
El mismo Aerotrén 02 expuesto en su hangar de Saran, al fondo puede observarse el viaducto o la "vía" elevada de hormigón sobre la cual levitaba.

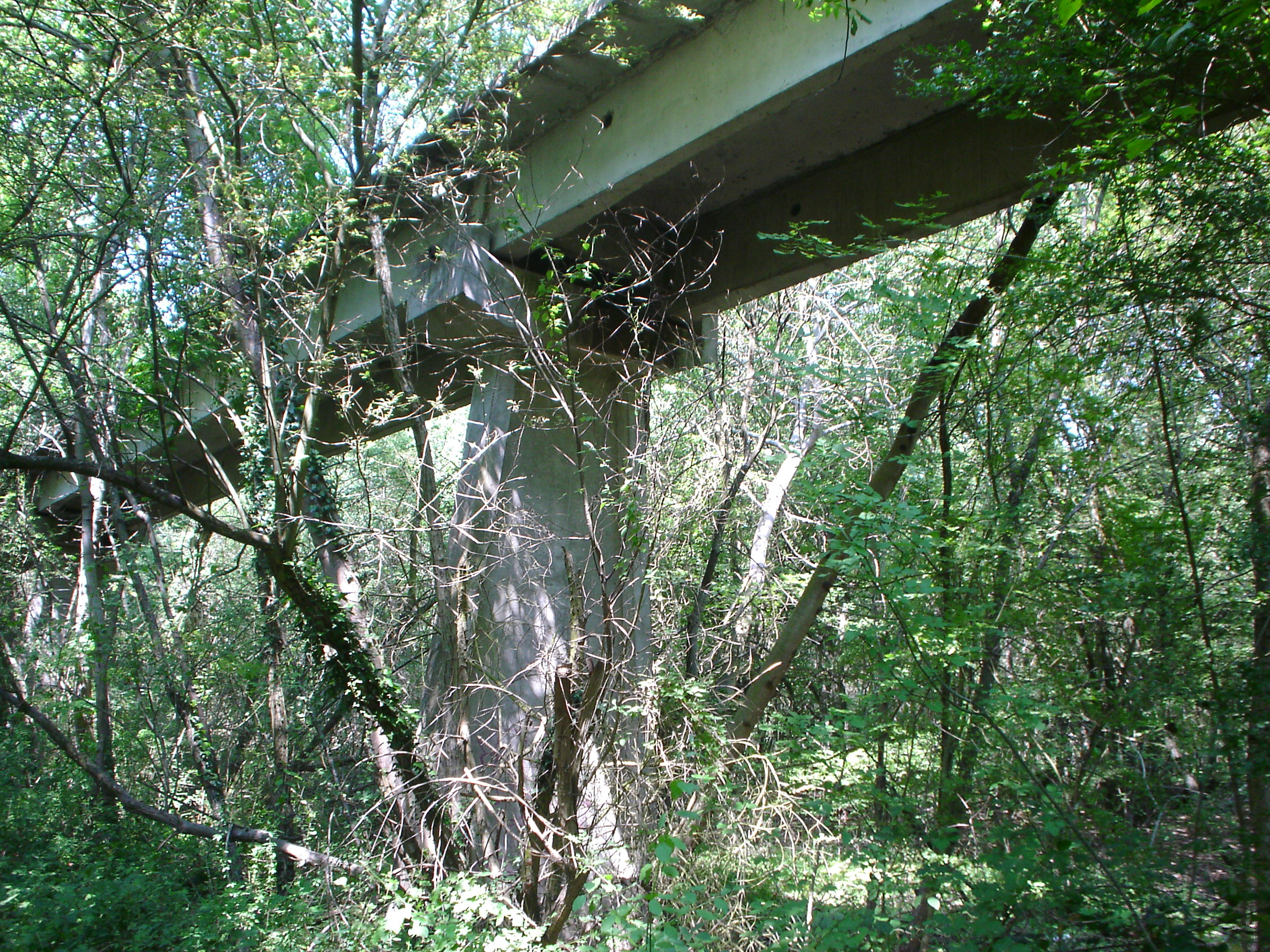
Tramo abandonado del viaducto de hormigón que guiaba al Aerotrén 02 entre los bosques de Saran.

El aerotrén (escrito en francés: aérotrain) es un concepto de transporte semejante al ferrocarril, cuya característica básica es deslizarse sobre un cojín de aire encima de una guía (frecuentemente de hormigón).

## Concepto
Aunque muchas veces se aplica impropiamente el nombre de aerotrén a todo vehículo semejante a un ferrocarril que en largos tramos se desplaza de manera elevada sobre el nivel del terreno – tal como el "aéreo" usado en la ciudad de Nueva York desde fines de siglo XIX, o el "tren colgante" (Schwebebahn) de la ciudad alemana de Wuppertal o el moderno y eficaz Skybus (otro "tren colgante") de Bombay o a proyectos realizados por el español Alejandro Goicoechea o a los vehículos monorieles que tienen tramos elevados sobre el terreno, e incluso el término "aerotrén" ha llegado a aplicarse a curiosos experimentos como el transporte que circulaba mediante vagones empujados por aire comprimido dentro de un tubo de sección circular también en la Nueva York de fines de siglo XIX– actualmente el término aerotrén se utiliza casi exclusivamente para aludir a todo vehículo carente de ruedas y que circula merced al efecto suelo logrado mediante la interposición de un colchón de aire comprimido sobre las guías.
De este modo, el aerotrén propiamente dicho es un aerodino, más precisamente una suerte de aerodeslizador guiado, soportado mediante un cojín de aire sobre una especie de vía, tal vía era de hormigón con una sección en forma de T ( muchas veces la sección es en forma de T invertida). Por este motivo el aerotrén se inscribe muchas veces en la categoría monoriel, a pesar de que la mayoría de los monorieles "convencionales" poseen ruedas neumáticas que ruedan sobre la guía y -a diferencia de un genuino aerotrén- carecen de colchón de aire, por ejemplo los monorieles de muchos aeropuertos de inicios del siglo XXI (Beijing, Ciudad de México etc.) suelen ser confundidos vulgarmente con los genuinos aerotrenes por el solo hecho de poseer tramos elevados sobre el suelo aunque no se deslicen sobre colchones de aire.

## Historia
La invención del aerotrén se debe al ingeniero francés Jean Bertin quien había redescubierto y aplicado exitosamente entre 1965 — 1977 el principio de suspensión sobre colchón de aire debido a su compatriota Louis Dominique Girard.

En 1958 Bertin desarrolló los primeros diseños prácticos y presentó a los poderes públicos y a la SNCF (Sociedad Nacional de Ferrocarriles Franceses) una maqueta de 1,5 metros de longitud a escala de 1/20.

En 1965 se inaugura la línea de pruebas de 6,7 km de Gometz-le-Châtel, en las afueras de París. El primer modelo de aerotrén Bertin era propulsado por un motor a hélice de avión montado sobre el cuerpo aerodinámico del vehículo; tras diversas experiencias el 4 de diciembre de 1967 el modelo de aerotrén 01 alcanzó una velocidad de 345 km/h siendo impulsado por un turborreactor. El prototipo 02 sirvió para experimentar con altas velocidades y alcanzó 422 km/h el 22 de enero de 1969. A mediados de ese mismo año, el modelo interurbano I-80 comenzó las pruebas en parte de la línea de pruebas de Chevilly (18 km), cercana a la línea París-Orleáns de los ferrocarriles franceses.

Desde el 13 de septiembre de 1969 el aerotrén alcanzó 250 km/h en el tramo norte de la línea. En 1973 el I-80 fue dotado de un nuevo tipo de propulsión para altas velocidades. El 5 de marzo de 1974 alcanzó un récord mundial para los vehículos sobre colchón de aire al alcanzar 430,4 km/h. Después del abandono del proyecto de operación regular, el aerotrén continuó sus presentaciones hasta 1976, en que quedó abandonado en su hangar de la vía de pruebas.

Hubo otro prototipo, eléctrico, que desde diciembre de 1969 a enero de 1972 fue probado en la línea de Gometz. El mismo, conocido como S-44, era de tipo suburbano, y del tipo previsto para emplearse en los tramos Orly-Roissy y La Défense-Cergy en los suburbios de París. Para las pruebas, se construyó una vía de 3 km paralela a la usada por los prototipos 01 y 02. Este vehículo alcanzó una velocidad máxima de 170 km/.

## Proyectos
Si bien hubo muchos proyectos de implantación de líneas (Bruselas-Ginebra conocida como "Europole" por ejemplo), en 1974 el gobierno francés firmó un contrato para construir una línea suburbana de aerotren entre la zona de negocios de París La Défense y la ciudad nueva de Cergy Pontoise. Sin embargo, el 17 de julio del mismo año el gobierno comunicó que no iba a construir la línea debido a un programa de reducción del gasto público.

## Actualidad
El único vehículo modelo "I-80", que estaba abandonado en su depósito de la línea de pruebas de Chevilly, se incendió el 22 de marzo de 1992.
Este sistema consistió en un modo relativamente sencillo de alcanzar altas velocidades; pero por contrapartida requería de un oneroso tendido de la guía sobre caballetes de hormigón (sin contar el deterioro del paisaje y la ocupación de suelos), además de provocar gran polución sonora y ambiental debido al uso de los motores de aviación, los cuales consumían grandes cantidades de combustible. El modelo eléctrico si bien no sufría de esa desventaja si lo hacía de otras y de su implantación difícil en medios urbanos. Estos inconvenientes hicieron que en Francia se suspendiera la inversión estatal en este tipo de transporte y se diera la preferencia a los trenes de alta velocidad conocidos como TGV, inspirados en los exitosos Shinkansen japoneses. Por otra parte las ventajas del aerotrén de Bertin se encuentran en los sistemas de levitación magnética utilizados ya por los Maglev como el Transrapid alemán. Pero estos a su vez también tienen desventajas que los hacen tan complejos de operar como el Aerotren.

## Otros proyectos similares al aerotrén
- En Estados Unidos la empresa Rohr Industries realizó en 1970 para la Urban Mass Transit Administration (Administración de Tránsito Urbano Masivo) un prototipo de motor lineal con un coche para 60 pasajeros, con un largo de 28 metros, un peso de 20,8 toneladas y una velocidad máxima de 240km/h, tal prototipo se ensayó en la localidad de Pueblo (estado de Colorado), pero luego no prosperó.

- Paralelamente en el Reino Unido se desarrolló una tecnología similar a la francesa de Bertin, en este caso con el nombre de tracked hovercraft (aerodeslizador guiado) u "hovertrain" (tren elevado) siendo su principal ingeniero Eric Laithwaite.

- En Japón Yasuaki Kohama ha planteado un diseño de aerotrén (Air train) que no recurre al cojín de aire para levitar sino a una solución netamente aerodinámica: un vehículo con planos horizontales o alerones que al acelerar su velocidad levitaría sobre un riel, en este caso la levitación estaría dada por el principio que mantiene en vuelo a los aviones y un efecto suelo, con esto se busca ahorrar energía (no se requeriría la potencia necesaria adicional para crear un cojín de aire) y quizás se reduciría el sonido producido por esta clase de ingenio. Según Kohama este aerotrén puede desplazarse a velocidades de 430 km/h utilizando solo un cuarto de la energía requerida por el MAGLEV común.[2]